# Hvilsager Kirke
Hvilsager Kirke er en kirke i landsbyen Hvilsager på Djursland.
Kirken ligger højt placeret i terrænet på kirkebakken. I 1600-tallet var tårnet højere, og fungerede som sømærke ved indsejlingen i det daværende Kolindsund. Kirken er oprindeligt en kvaderstensbygning, opført antagelig i 1100-tallet. Som den fremstår nu er den dog resultatet af en meget omfattende ombygning i 1772. I korets vægge, og i en mindre grad også skibets, ses de gamle kvadersten bevarede. Men ellers er byggematerialet røde teglsten.
Kirken lå i Sønderhald Herred i det tidligere Randers Amt